# 六線樹鬚魚
六線樹鬚魚為輻鰭魚綱鮟鱇目棘茄魚亞目鬚角鮟鱇科的其中一種，發現於中東大西洋馬德拉群島海域，屬深海魚類，棲息深度100-1250公尺，雌魚體長可達3.7公分，體長可達3.8公分，生活習性不明，不具任何經濟價值。

## 擴展閱讀
維基物種上的相關：六線樹鬚魚